# Jordi Galceran
Jordi Galceran i Ferrer (Barcelona, 5 de Março de 1964) é um guionista e tradutor catalão, internacionalmente conhecido pela sua obra O Método Grönholm. Atualmente vive em Barcelona. Escreve tanto em língua catalã como em língua castelhana. Estudou Filologia Catalã na Universidade de Barcelona e a partir de 1988 começou a escrever obras de teatro. Atualmente considera-se-o um referente pelo teatro catalão.
Em 1995, com Palavras encadeadas, ganhou o XX Premi Born de Teatre e, em 1996, o Premi de la Crítica Serra d'Or como melhor obra em língua catalã. A sua obra Dakota (1995) obteve o prémio Ignasi Iglésias. Ao lado de Albert Guinovart estreou em 2002 o musical Gaudí. Em 2005 escreveu e estreou Carnaval. Em 2007 escreveu a peça de teatro Cancún, que foi representada ao palco de Teatro Borràs, de Barcelona, em outubro de 2008. Em 2013 estreou El crèdit, na Sala Villarroel, de Barcelona. O filme Frágeis, de Jaume Balagueró, está baseada num guião de Galceran, enquanto El método, de Marcelo Piñeyro, é uma adaptação do livro El mètode Grönholm. Também participou no musical O Rei Leão, em Madrid, como adaptador do livro ao espanhol.[carece de fontes?]

## Peças em português
A suas obras foram representadas em português em várias ocasiões. O Método, traduzida por Joana Frazão e com a encenação de Virgílio Castelo, representou-se em 2005 em Portugal[carece de fontes?] na Casa do Artista, com atuações de Maria João Bastos, Marco Delgado, António Pedro Cerdeira e José Boavida. O filme O Método, do realizador Marcelo Piñeyro e baseado nesta mesma peça, foi emitido pela RTP. No Brasil, representou-se em 2022 e em 2023 a versão brasileira O Método Grönholm com muito sucesso em São Paulo e no Rio de Janeiro. Além desta peça, também chegou ao palco Fuga em 2012, traduzida por Joaquim Monchique e com a representação dos atores Maria Rueff, José Pedro Gomes, Jorge Mourato, João Maria Pinto e Sónia Aragão. Outra peça que foi representada em Portugal foi O Crédito, com a tradução de Rita Marques e a encenação da atriz Rita Lello e a representação dos atores Manuel Marques e Miguel Thiréem, que chegou ao Casino de Lisboa em 2022.

## Obra
- Paraules encadenades. Valência: Eliseu Climent / Teatre 3 i 4, 1996. Estreada no Teatre Romea de Barcelona, no ano 1998, em coprodução do Centre Dramàtic de la Generalitat i Focus. Protagonizaram-na Emma Vilarasau e Jordi Boixaderas sob a direção de Tamzin Townsend. A versão em castelhano estreou-se em Madrid, Buenos Aires, Caracas, Medellín e Miami. Laura Mañá dirigiu a versão cinematográfica.
- Dakota. Barcelona: Institut del Teatre, 1996.
- Cap nen sense joguina. Barcelona: Revista Cena, 1999.
- El mètode Grönholm (dentro de “T-6-2ª parte”). Barcelona: Proa, 2003.

### Séries de televisão
- Nissaga de poder (com outros autores). TV3, 1997-1998.
- La memòria dels Cargols. TV3, 2000.
- El cor de la ciutat (com Lluís Arcarazo Martínez). TV3, 2000-2005.
- Nit i dia (com Lluís Arcarazo Martínez). TV3, 2016.

### Guiões cinematográficos
- Dues dones. 2000.
- Cabell d'àngel. TV3, 2001.
- Gossos (de Lluís Arcarazo Martínez). TV3, 2002.
- Fràgils (dirigida por Jaume Balagueró). 2005.

### Obras dramáticas representadas
- Dakota. Barcelona: Teatre Poliorama, 1996.
- Fuita. Barcelona: Teatre Principal, 1998.
- Surf. Barcelona: Villarroel Teatre, 1998.
- Paraules encadenades. Barcelona: Teatre Romea, 1998.
- Cap nen sense joguina (dentro de Sopa de ràdio). Barcelona: Auditori del Centre de Cultura Contemporània, 1999.
- Gaudí (com Esteve Miralles). Barcelona: Barcelona Teatre Musical, 2002.
- El mètode Grönholm. Barcelona: Teatre Nacional de Catalunya, 2003 e Teatre Poliorama, 2005.
- El crèdit. Barcelona: Villarroel Teatre, 2013.

## Prémios
- Premi Ignasi Iglésias (1995): Dakota.
- XX Premi Born de Teatre (1995): Paraules encadenades.
- Premi Crítica “Serra d'Or” de teatre (1997): Paraules encadenades.
- Premi Butaca (temporades 1996-1997 e 1997-1998): Paraules encadenades e Dakota.
- Premi Butaca (2003): Gaudí.
- XXI Premi Ercilla de Teatre para a melhor criação dramâtica (2004): El mètode Grönholm.
- VIII Premi Max para o melhor autor teatral em catalão (2005): El mètode Grönholm.
- XXXIV Premio Mayte (2005): El mètode Grönholm.